# 博爾多 (阿拉巴馬州)
博爾多（英語：Boldo）是位於美國阿拉巴馬州沃克縣的一個非建制地區。該地的面積和人口皆未知。

## 地理
博爾多的座標為33°51′14″N 87°10′58″W / 33.85389°N 87.18278°W，而該地的平均海拔高度為141米（即463英尺）。